# L'edat de bronze (escultura)

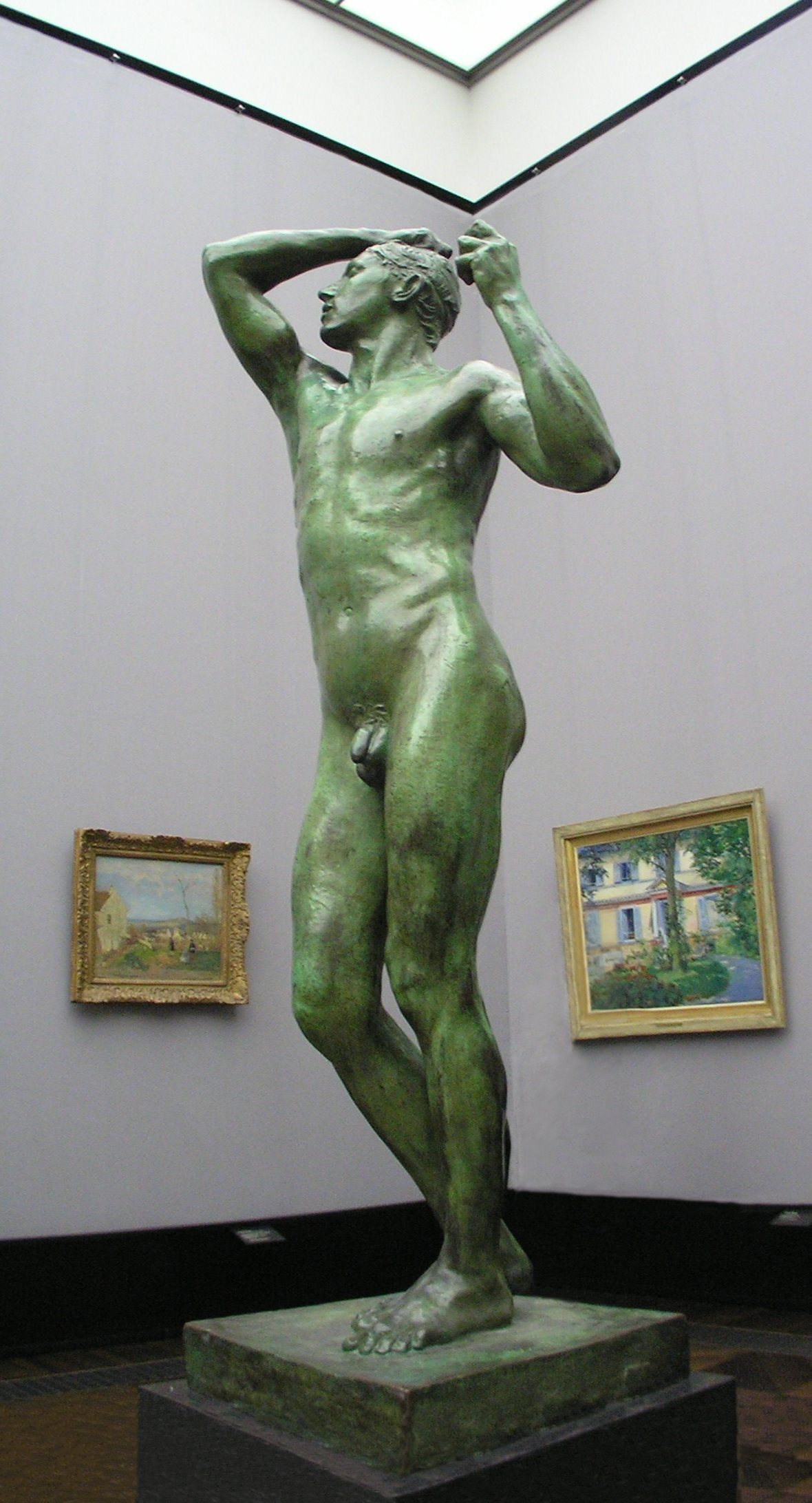
L'Edat de Bronze.

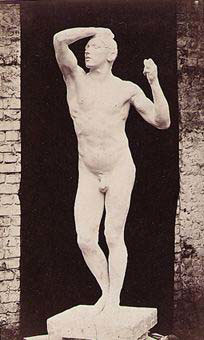
L'original en guix, presentat a Brussel·les i París en 1877.

L'edat de bronze (en francès L'Age d'airain) és una estàtua de bronze de 178 cm d'alt, 59 cm d'ample, i 61 cm de profunditat, realitzada per l'artista Auguste Rodin (1840-1917) en 1877, utilitzant com a model a un jove soldat, Auguste Neyt. Va ser la primera estàtua en bronze de Rodin.
La va esculpir durant 18 mesos després d'un viatge a Itàlia on va estudiar a fons a Miguel Angel, la influència del qual és innegable en l'obra. Amb aquest nu masculí de mida natural Rodin es va donar a conèixer a París en presentar-ho al Saló de París de 1877. La idea era representar a un home que encarnés l'esperit d'un ésser primitiu en la seva màxima puresa.
L'obra va ser objecte d'una dura polèmica, ja que el jurat del Cercle artístic i literari de Brussel·les, on va ser presentat el guix el mateix any, amb el nom del derrotat (le vaincu) ho va rebutjar, i es va publicar que estava fet d'un buidatge del natural i no d'un model d'argila de l'escultor, acusació deshonrosa que va persistir a París, on altres escultors ho van defensar. Finalment, el director de Belles arts Edmond Turquet va acceptar les proves presentades, va ordenar la fosa en bronze i l'obra va ser exposada en el Saló de 1880, on va ser guardonada amb una medalla, quedant exposada al museu d'Orsay.
En 1900 es va exposar en l'Exposició Universal de París amb el nom de L'home que desperta (L'homme qui s'éveille).

## Altres noms
L'estàtua ha rebut diferents noms:
L'edat de pedra (L'Âge de pierre), l'edat de bronze (L'Âge de Bronze), l'edat de ferro (L'Âge de fer), l'home que desperta (L'homme qui s'éveillle), el derrotat (Le Vaincu), l'home de les primeres edats (L'Homme des premiers âges), el soldat ferit (Le Soldat blessé) i el despertar de la Humanitat (L'Éveil de l'Humanité).